# Hans Northmann
Hans Northmann (* 20. April 1883 in Hamburg; † 12. Mai 1972 ebenda) war ein deutscher Maler und Gewerbeschullehrer.

## Leben

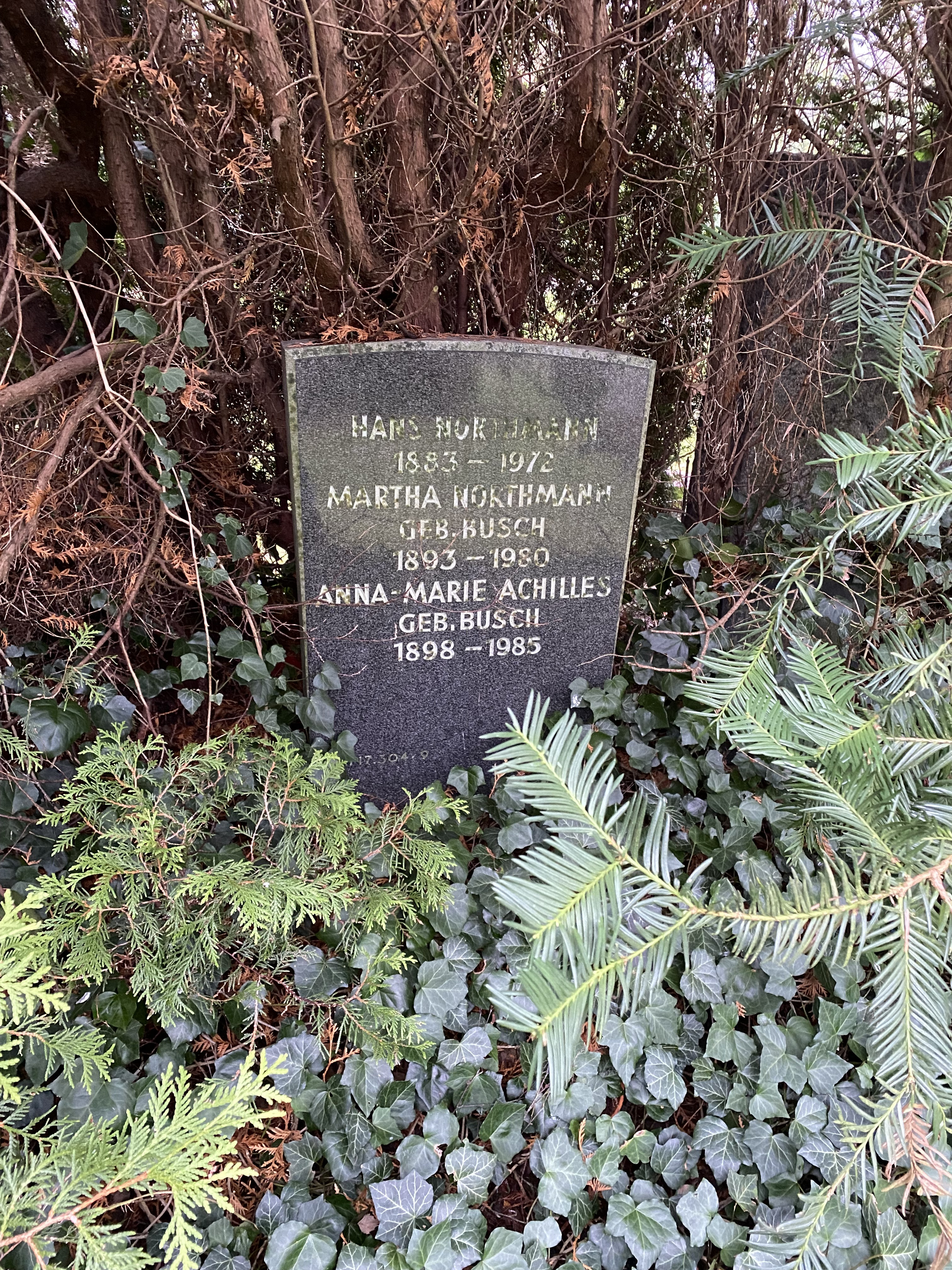
Grabstätte Hans Northmann auf dem Friedhof Ohlsdorf

Johannes (Hans) Peter Karl wurde als Sohn von Johann Georg Ferdinand und Therese Marie Henriette (geb. Schulz) Northmann geboren. Er besuchte eine Schule in Eilbek und begann im März 1904 sein Studium an der Allgemeinen Gewerbeschule in Hamburg am Steintorplatz. Unter anderem belegte er in dieser Zeit „Dekorative Malerei“ bei Willy von Beckerath. 1908 macht er seinen Abschluss und begann als Lehrer an verschiedenen Gewerbeschulen in Hamburg zu arbeiten. 1913 heiratete er Martha Käte Henriette Busch (1893–1980), der gemeinsame Sohn Hans-Joachim wurde 1915 geboren. Im gleichen Jahr wurde Northmann in den Kriegsdienst eingezogen und nahm im Ersten Weltkrieg an den Schlachten um Kowel, Riga und Villers-Bretonneux teil. 1919 wurde er als Leutnant der Reserve aus dem Kriegsdienst entlassen und war ab dem 1. April wieder als Gewerbeschullehrer tätig, ab 1920 als Beamter. 1920 trat er zudem der Hamburgischen Künstlerschaft bei.
In den 1920er und 1930er Jahren unternahm Northmann verschiedene Reisen, u. a. in die Künstlerkolonie Schwalenberg (1928), nach Brügge (1928), Spanien (1931), Norwegen (1934), Italien (1936) und Jugoslawien (1938). Seit 1935 war er Mitglied der „Bildende Künste der Reichskulturkammer“. Nach der ersten Lockerung der Mitglieder-Aufnahmesperre der NSDAP beantragte er am 10. Juli 1937 die Aufnahme in die Partei und wurde vermutlich zum 1. Mai desselben Jahres aufgenommen (Mitgliedsnummer 5.220.834).
1939 starb der Sohn, Hans-Joachim, an Scharlach. Im gleichen Jahr wurde Northmann im Zweiten Weltkrieg abermals in den Kriegsdienst eingezogen und verbrachte seit dem Angriff auf Russland drei Winter vor Moskau, bis er 1944 wegen einer Verwundung aus dem Kriegsdienst entlassen wurde.
Zum 31. Oktober 1945 wurde Northmann wegen seiner schlechten Gesundheit pensioniert. Belastende Tatsachen aus der Zeit des Nationalsozialismus waren nicht bekannt. Ab 1945 gibt es nur wenige Zeugnisse über das Leben Northmanns. Sicher ist, dass er trotz seiner teilweise gelähmten rechten Hand weiterhin malte, seine Werke auch in Ausstellungen zeigte. Hans Northmann starb 1972 in Hamburg. Sein Grab befindet sich auf dem Hamburger Friedhof Ohlsdorf.

## Sujets
Bevorzugte Motive sind konkrete Landschafts-, Hafen-, Straßen- und Gebäudeszenerien.

## Werke
(Auswahl)
- um 1911: Meeresleuchten an der Niederländischen Küste. Öl auf Leinwand, 84 × 98 cm. Altonaer Museum, Hamburg.
- 1912: Hafen mit Docks. Kohle auf Papier, 26 × 39 cm. Altonaer Museum, Hamburg.
- 1912: Kohlenheber am Dock. Kohle auf Papier, 26 × 39 cm. Altonaer Museum, Hamburg.
- 1913: Porträt eines kleinen Mädchens Erika L.. Öl auf Leinwand, 61 × 50 cm.
- 1928: „Die Tinne“ (Altes Zinshaus). Öl auf Leinwand, 80 × 70 cm. Sammlung Landesverband Lippe/Stadt Schieder-Schwalenberg.[4]
- 1928: Schwalenberg, Altes Rathaus. Öl auf Leinwand, 43 × 33 cm. Sammlung Landesverband Lippe/Stadt Schieder-Schwalenberg.[5]
- 1928: Schwalenberg, Altes Rathaus. Öl auf Leinwand, 80 × 66 cm. Privatsammlung
- 1931: Katharinenkirche mit Steckelhörn (Hamburg). Öl auf Leinwand.
- 1942: Russisches Dorf bei Smolensk. Öl auf Leinwand, 80 × 60 cm.
- 1952: Sonnenuntergang im Hafen. Öl auf Leinwand, 67 × 81 cm.

## Ausstellungen

### Sammelausstellungen
- 1937/1938: Hamburger Kunstverein: „Hamburger Maler auf Reisen: Skizzen, Studien, Bilder.“ Beitrag Sorrent mit Vesuv.
- 1938/1939: Hamburger Kunstverein: „Hamburger Künstler“. Beitrag Alter Fischer.
- 3. Juni bis 30. September 2012: Museum Kronberger Malerkolonie: „Im Dialog: Die Künstlerkolonie Schwalenberg zu Gast in Kronberg“. Beitrag Die Tinne.[6]

### Einzelausstellungen
- 8. August 2012–2. Dezember 2012: Hans Northmann. Ein Hamburger Maler wird wiederentdeckt. Im Altonaer Museum in Hamburg.[7]

Bilder von Hans Northmann werden auch verauktioniert.